# El jockey
El jockey é um filme de 2024 dos gêneros comédia dramática, suspense e esportes, co-escrito e dirigido por Luis Ortega, e estrelado por Nahuel Pérez Biscayart ao lado de Úrsula Corberó e Daniel Giménez Cacho.
O filme estreou no 81º Festival Internacional de Cinema de Veneza, onde competiu pelo Leão de Ouro e pelo Queer Lion. O filme foi selecionado como o representante argentino da categoria Melhor Filme Internacional no 97º Oscar.

## Sinopse
Remo Manfredini é um jóquei lendário, mas seu comportamento autodestrutivo começa a ofuscar seu talento e ameaça seu relacionamento com sua namorada Abril. No dia da corrida mais importante de sua vida esportiva, que o livrará das dívidas com sua chefe mafiosa Sirena, ele sofre um grave acidente, desaparece do hospital e perambula pelas ruas de Buenos Aires. Livre de sua identidade, ele começa a descobrir quem realmente deveria ser. Mas Sirena quer encontrá-lo, vivo ou morto.

## Elenco
- Nahuel Pérez Biscayart como Remo Manfredini/Dolores "Lola", um jóquei que enfrenta problemas de uso de substâncias.[6]

- Úrsula Corberó como Abril, namorada grávida de Remo e colega jóquei debatendo se deve continuar a carreira ou constituir família[6]

- Daniel Giménez Cacho como Rubén Sirena, um mafioso

- Daniel Fanego como Fanego, capanga de Sirena

- Osmar Núñez como Luis, capanga de Sirena

- Roberto Carnaghi como Oscar, capanga de Sirena

- Luis Ziembrowski[7]

- Jorge Prado[7]

- Adriana Aguirre[7]

- Mariana Di Girólamo como Ana, uma colega jóquei que mais tarde inicia um caso com Abril

- Roly Serrano[8]

## Lançamento
Em julho de 2024, El jockey foi anunciado como uma entrada da competição principal no Festival Internacional de Cinema de Veneza daquele ano. O filme também foi selecionado para exibições na seção Centrepiece do Festival Internacional de Cinema de Toronto de 2024 e na seção Horizontes Latinos do 72º Festival Internacional de Cinema de San Sebastián.
O filme foi selecionado para o MAMI Mumbai Film Festival 2024 na seção World Cinema.
Os direitos de distribuição latino-americanos para Kill the Jockey foram adquiridos pela Star Distribution em agosto de 2024. O filme estreou nos cinemas da Argentina em 26 de setembro de 2024 e mais tarde estará disponível para transmissão na América Latina no Disney+. Será lançado nos cinemas da Espanha pela Caramel Films.

## Recepção
No Rotten Tomatoes, 100% das 20 avaliações são consideradas positivas, com uma classificação média de 7,5/10. De acordo com o Metacritic, o filme recebeu "avaliações geralmente favoráveis", com uma pontuação média ponderada de 67/100 com base nas avaliações de 6 críticos.
Leslie Felperin do The Hollywood Reporter destacou o filme — de outra forma descrito como um "thriller psicológico-comédia-o-que-é-isso" com temática equestre — como "pesado em estilo, leve em caráter".
Wendy Ide do ScreenDaily declarou o filme "uma jornada lúdica, transformadora e questionadora que se recusa a ser nitidamente definida".
Guillermo Courau, do La Nación, classificou o filme com 4 de 5 estrelas ('muito bom'), escrevendo que é um filme em que Ortega "consegue fundir preocupações e estética de uma forma quase perfeita".
A Academia de Artes e Ciências Cinematográficas da Argentina escolheu o filme como a submissão da Argentina ao Oscar de Melhor Filme Internacional e ao Prêmio Goya de Melhor Filme Ibero-Americano.

## Prêmios e indicações
| Ano  | Prêmio                                            | Categoria          | Recipiente  | Resultado | Ref    |
| ---- | ------------------------------------------------- | ------------------ | ----------- | --------- | ------ |
| 2024 | Festival Internacional de Cinema de Veneza        | Leão de Ouro       | Luis Ortega | Indicado  | [ 19 ] |
| 2024 | Festival Internacional de Cinema de San Sebastián | Horizontes Latinos | El jockey   | Venceu    | [ 20 ] |